# Lonatura salsura
Lonatura salsura är en insektsart som beskrevs av Ball 1899. Lonatura salsura ingår i släktet Lonatura och familjen dvärgstritar. Inga underarter finns listade i Catalogue of Life.